# Kurt Helbig

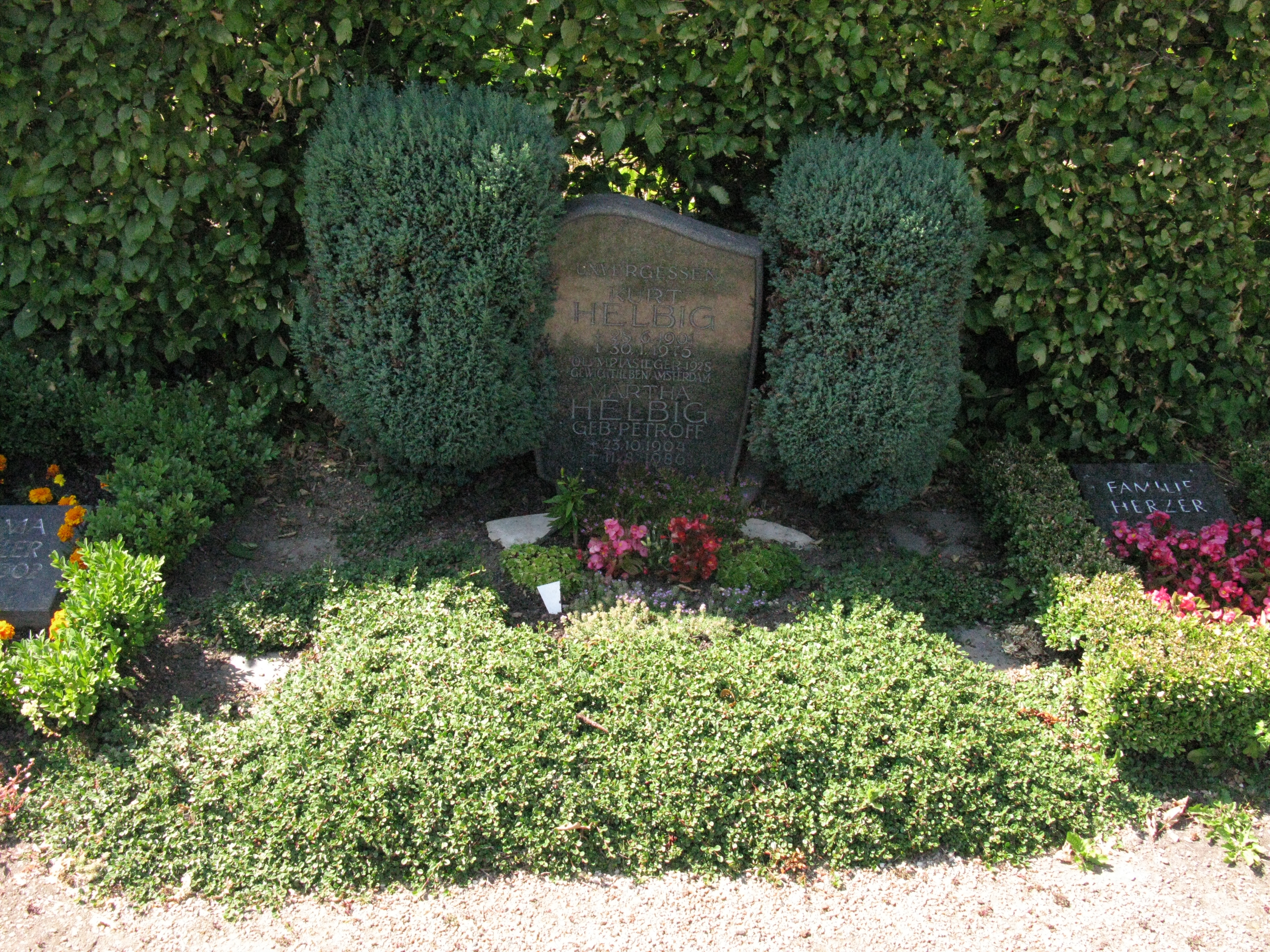
grób Kurta Helbiga w Plauen

Curt Emil „Kurt” Helbig (ur. 28 czerwca 1901 w Plauen, zm. 30 stycznia 1975 tamże) – niemiecki sztangista, ojciec sztangisty Kurta Helbiga Jr.
Na Igrzyskach Olimpijskich w Amsterdamie w 1928 ex aequo z Austriakiem Hansem Haasem zdobył złoty medal w wadze lekkiej (do 67,5 kg). Do jego osiągnięć należą również cztery medale mistrzostw Europy − złoty (1930), dwa srebrne (1931, 1933) i brązowy (1929). Czterokrotnie był mistrzem Niemiec (1928, 1931, 1932, 1933).
Jego imieniem nazwano halę sportową i plac w Plauen.